# John H. Land
John Horting Land (Plant City, Florida, 5 de noviembre de 1920 − Orlando, Florida, 22 de noviembre de 2014) fue un político estadounidense, conocido por ser uno de los alcaldes que estuvo más tiempo en la alcaldía en la historia del estado de Florida y uno de los alcaldes que estuvo más tiempo en una alcaldía en los Estados Unidos.

## Biografía
Nació en Plant City, y se trasladó a Apopka a una edad muy joven. Sirvió en el ejército de Estados Unidos durante la Segunda Guerra Mundial cuando la guerra lo llamó en abril de 1942 y asistió a la Universidad de la Florida antes de ocurrido la guerra. Él estuvo presente en la liberación del campo de concentración de Dachau, en Alemania. Después de terminada la guerra el y su unidad fueron devueltos casa al final de la guerra, también permaneció en Europa un tiempo para trabajar en el área de transporte de trenes durante los juicios de Núremberg. Él recibió un grado honorario BFA de fecha 1942 de la Escuela de Recursos Forestales y Conservaciones en el Colegio de Agricultura de la Universidad de Florida a su regreso. Después de la guerra tuvo una carrera en la fabricación de cajas (o caja encuadernado con espiral) y planta de aceite a granel.

## Carrera política
Land fue elegido por primera vez como alcalde de Apopka, Florida en 1949 y se desempeñó como tal hasta 1968. En 1970 fue nuevamente elegido como alcalde y se desempeñaría como tal 44 años seguidos. En enero de 2007 land celebró su 55 años como alcalde. Además, también ha sido miembro de la Liga de Ciudades de Consejo de Administración de la Florida (Florida League of Cities Board of Directors). El 8 de marzo de 2011, land fue reconocido por la Cámara de Representantes de Florida y el Senado como el alcalde que más tiempo llevó en la Florida y el más veterano alcalde a tiempo completo en los Estados Unidos. El 8 de abril de 2014, pierde su reelección en contra de su contrincante Joe Kilsheimer tras más de 40 años ininterrumpidos en su cargo.

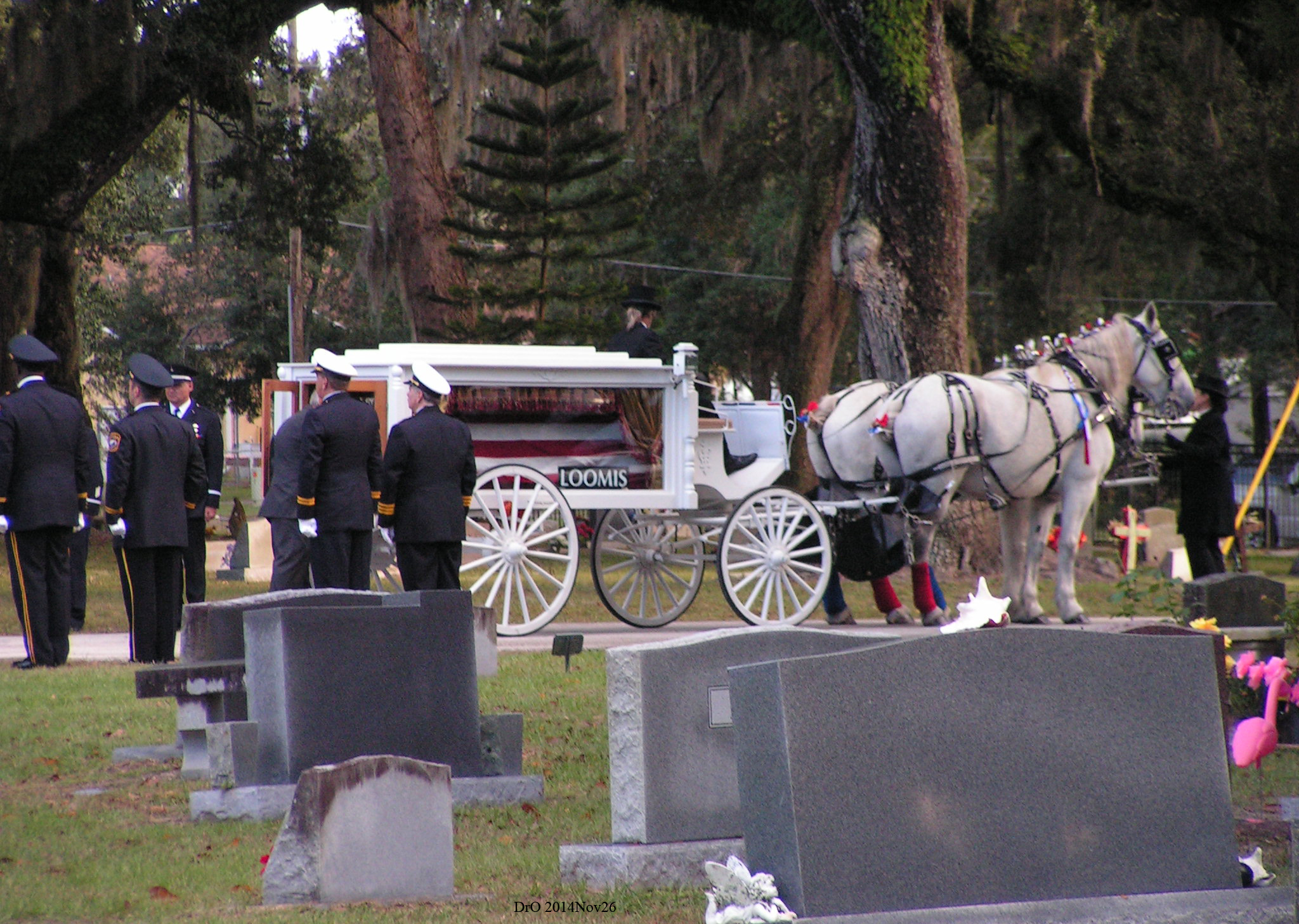
John H. Land recibió muchos honores fúnebres militares y fue llevado a través de la Ciudad de Apopka tirado de un caballo su cajón por Funerales Loomis Homes.

## Fallecimiento
El 21 de noviembre de 2014, Land tras sufrir un derrame cerebral, falleció en un hospital de Orlando, Florida, el 22 de noviembre de 2014, a la edad de 94.